# Nemecká
Nemecká és un poble i municipi d'Eslovàquia que es troba a la regió de Banská Bystrica.

## Història
La primera menció escrita de la vila es remunta al 1281.

## Demografia
| Godina             | 1994 | 2004   | 2014   | 2024   |
| ------------------ | ---- | ------ | ------ | ------ |
| Nombre de persones | 1708 | 1813   | 1826   | 1691   |
| Diferència         |      | +6,14% | +0,71% | −7,39% |

| Godina             | 2023 | 2024   |
| ------------------ | ---- | ------ |
| Nombre de persones | 1694 | 1691   |
| Diferència         |      | −0,17% |